# Alan Hudson
Alan Anthony Hudson (född 21 juni 1951 i Chelsea, London) är en engelsk före detta fotbollsspelare.

## Klubbar
- Chelsea FC (1968-74)
- Stoke City FC (1974-76)
- Arsenal FC (1976-78)
- Seattle Sounders (1979-83)
- Hércules CF (1983)
- Chelsea FC (1983-84)
- Stoke City FC (1984-85)

## Fotnoter
1. ↑  transfermarkt.com, transfermarkt.com spelar-ID: 176698, läst: 9 oktober 2017.[källa från Wikidata]